# Juan Rodríguez Vega
Juan Carlos Rodríguez Vega (Santiago, Región Metropolitana de Santiago, 16 de enero de 1944-1 de septiembre de 2021) fue un futbolista y entrenador chileno. Jugaba de defensa.

## Trayectoria
Nacido desde las divisiones inferiores del club Universidad de Chile, en el exitoso período del equipo llamado Ballet Azul de la década de 1960.
Debutó en 1963, en la suplencia de los mundialistas Carlos Contreras y Luis Eyzaguirre, al poco tiempo hizo una gran dupla con el extraordinario zaguero central Alberto Quintano, junto a los «azules» consiguió cuatro campeonatos nacionales, dos torneos metropolitanos y una copa. Además de haber alcanzado la semifinal de Copa Libertadores en 1970.
En 1971, pasó a jugar al Unión Española.
A mediados de 1971, emigró a los Toros del Atlético Español de México donde fue subcampeón de primera división en la temporada de 1973/74, además consiguió el título internacional de la Copa de Campeones de la Concacaf en 1975, tras vencer en la final y con un global de 5:1 a S.V. Transvaal de Surinam. Con el Atlético Español llegó jugando la defensa central pero posteriormente jugaría las últimas temporadas como medio de contención.
En 1981, fue director técnico de Ñublense.

## Muerte
Juan Rodríguez Vega murió el 1 de septiembre de 2021, por complicaciones surgidas por cáncer de páncreas.

## Selección nacional
Ha sido internacional con la selección de fútbol de Chile, jugando las clasificatorias y la Copa Mundial de Fútbol de 1974.

### Participaciones en Copas del Mundo
| Mundial                        | Sede     | Resultado    |
| ------------------------------ | -------- | ------------ |
| Copa Mundial de Fútbol de 1974 | Alemania | Primera fase |

#### Participaciones en Clasificatorias a Copas del Mundo
| Eliminatorias               | País     | Resultado     | Posición   |
| --------------------------- | -------- | ------------- | ---------- |
| Eliminatorias Alemania 1974 | Alemania | Clasificación | 1° Grupo 3 |

## Clubes

### Como jugador
| Club                 | País   | Año       |
| -------------------- | ------ | --------- |
| Universidad de Chile | Chile  | 1963-1970 |
| Unión Española       | Chile  | 1971      |
| Atlético Español     | México | 1971-1977 |
| Colo-Colo            | Chile  | 1978      |
| Coquimbo Unido       | Chile  | 1979      |
| Ñublense             | Chile  | 1980      |

### Como entrenador
| Club               | País      | Año       |
| ------------------ | --------- | --------- |
| Ñublense           | Chile     | 1981      |
| San Luis           | Chile     | 1981      |
| Santiago Wanderers | Chile     | 1982      |
| Deportes La Serena | Chile     | 1983      |
| Coquimbo Unido     | Chile     | 1984-1985 |
| Persita Tangerang  | Indonesia | 2004      |
| Sowite Raha        | Indonesia | 2004-2005 |
| Kendari Utama      | Indonesia | 2005      |

## Palmarés

### Títulos locales
| Título               | Equipo               | País  | Año  |
| -------------------- | -------------------- | ----- | ---- |
| Torneo Metropolitano | Universidad de Chile | Chile | 1968 |
| Torneo Metropolitano | Universidad de Chile | Chile | 1969 |

### Títulos nacionales
| Título                   | Equipo               | País  | Año  |
| ------------------------ | -------------------- | ----- | ---- |
| Primera División         | Universidad de Chile | Chile | 1964 |
| Primera División         | Universidad de Chile | Chile | 1965 |
| Primera División         | Universidad de Chile | Chile | 1967 |
| Copa Francisco Candelori | Universidad de Chile | Chile | 1969 |
| Primera División         | Universidad de Chile | Chile | 1969 |

### Títulos internacionales
| Título                     | Equipo           | País   | Año  |
| -------------------------- | ---------------- | ------ | ---- |
| Copa de Campeones Concacaf | Atlético Español | México | 1975 |

### Distinciones individuales
| Distinción                                                                           | Año  |
| ------------------------------------------------------------------------------------ | ---- |
| Mejor lateral derecho del fútbol chileno                                             | 1967 |
| Mejor central derecho del fútbol chileno                                             | 1968 |
| Mejor central derecho del fútbol chileno                                             | 1969 |
| Mejor futbolista de Chile                                                            | 1969 |
| Mejor central derecho del fútbol chileno                                             | 1970 |
| Mejor futbolista de Chile                                                            | 1970 |
| Incluido en el 11 ideal de todos los tiempos de Universidad de Chile por El Mercurio | 2018 |
| Premio "Alberto Quintano"                                                            | 2018 |